# 膜電位感受性色素
膜電位感受性色素 (voltage-sensitive dye) は、光学的に膜電位変化を計測するための色素の総称である。膜電位イメージングに用いられる化学小分子型(organic)の分子を指す。
イェール大学の Larry Cohen教授のグループ（Larry Cohen (Yale Univ, USA), Brian Salzberg (Univ Penn, USA), Amiram Grinvald (Weizmann Inst, Israel), Bill Ross (NY Med Coll, USA), Kohtaro Kamino (Tokyo Med Dent Univ, Japan)）によって開発された。この色素を用いれば、生体標本上の多数の領域から膜電位変化を計測できる。

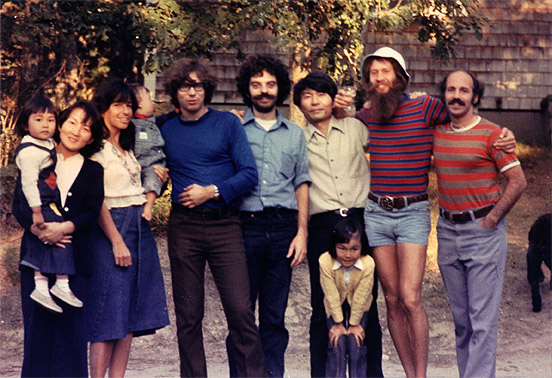
膜電位の光学的測定法の創始者

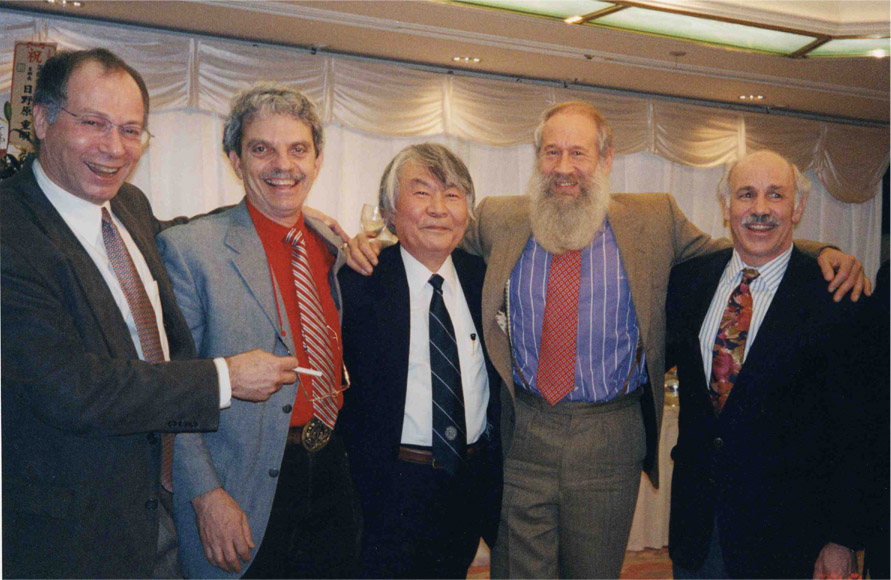
膜電位の光学的測定法の創始者 (A. Grinvald, L. B. Cohen, K. Kamino, B. M. Salzberg, W. N. Ross; Tokyo, 2000)

日本においては、開発者のひとりである東京医科歯科大学の神野耕太郎名誉教授が初めて導入し、自前でフォトダイオード(1ch)、light guide方式(16 ch)、フォトダイオードアレイ(10x10 ch, 12x12 ch, 34x34 ch)を用いた測定機器を開発・改良して測定を開始したことに始まる。当初は、心臓や神経系の機能発生・機能形成の研究に応用され、その後、測定システムが市販されたことにより、一般に用いられるようになっている。開発初期の歴史や測定システムの原理に関しては、以下の文献に詳しく解説されている。
1. 神野耕太郎「ニューロン活動の光学的測定の背景と展開」神経科学レビュー 5: 155-187, 1991.
2. 神野耕太郎、佐藤容子、佐藤勝重、持田啓「膜電位感受性色素をもちいた計測と解析法」日本生理学雑誌 61:  95-134, 1999．
3. Kamino, K. (2015) Personal recollections: Regarding the pioneer days of optical recording of membrane potential using voltage-sensitive dyes. Neurophotonics 2, 021002.

また、以下の英語本に歴史から最新の研究まで詳しく紹介されている。
1. Membrane Potential Imaging in the Nervous System and Heart. Eds. Canepari, M., Zecevic, D and Bernus, O. Springer-Verlag, New York, 2015.

Larry Cohen教授の功績に関しては、Neurophotonics誌（April 2015 | Volume 2, Issue 2）に、"Pioneers in Neurophotonics: Special Section Honoring Professor Lawrence B. Cohen"と題して特集が組まれている。

## 歴史

### B. C. 的背景
生物学、医学における光学的観察あるいは光学的測定の歴史は古いが、神経系の研究へもかなり早くから導入されている。

・1848年にはすでに F. Ehrenbergが神経線維に2つの異なった屈折率があることを見いだしたことを Francis O. Schmitt (1939) が Physiological Reviews誌に発表した総説に引用している。

・さらに、1865年には、Klebsが神経線維のミエリン鞘の偏光性についての論文を発表している。

・この線に沿った研究は、やや間を置いて、1920〜30年代に F. O. Schmittらによってとりあげられた (Schmitt, 1939)。これらの研究は、複屈折や偏光性を測定することによって、神経線維やミエリン鞘の微細構造を調べようとしたものである (Schmitt, 1939 ; Schmitt and Bear, 1939)。しかしながら、1940年代の後半になると、この方向での研究は途切れてしまっている。これは、電子顕微鏡の開発によって微細構造についての研究法がそちらへ移ったためと思われる。

一方、19世紀の終わりごろには、神経活動と関係づけたもう1つの方向での光学的研究がみられる。

・Hodge (1892)は、スズメ、ハト、ツバメの生体染色を施した脊髄神経節を連続的に電気刺激して、刺激前後の神経細胞、細胞核、液胞の形や、さらにそれらの色素 (osmic acid) による染まり具合を光学顕微鏡で詳細に観察し比較している。

・同じ時期に、Mann (1894)  もまた同様の実験をウサギ、イヌの交感神経節を用いて行い、神経活動に伴って細胞や核の大きさが増大すること、またそれらと Methyl blue や Eosinなどとの親和性が変化することを観察している。これらの研究で注目すべきことは、実験を行うにあたって、彼らが、ニューロン活動の根底にあるエネルギー消費が、何らかの形で神経細胞の形態あるいは神経組織の性状の変化に反映されるはずであるという考えを念頭においていることである。

・さらに生体染色法を用いて、神経活動に伴う神経組織の色素による染まり具合を観察している(Lillie, 1969)。

その後、今世紀に入って、神経活動とより密接に関連づけた光学的測定がなされている。

・その先駆的役割を果たしたのは、F. O. Schmittと O. H. Schmitt (1940) である。彼らは、偏光顕微鏡に光電子増倍管を取り付けて、ヤリイカ (Loligo pealei) の巨大神経線維の電気的興奮に伴う複屈折の変化の測定を初めて試みたが、光学的変化を記録することはできなかった。これは、彼らが用いた当時の装置では感度が不足していたことに起因するもので、彼らも論文の末尾で、この失敗は用いられた測定装値の感度が充分でなかったためであり、もっと性能のよい装置を用いれば記録できるはずであると言及している。

・また、もしカニの歩行脚神経を用いておれば、彼らの感度でも光学的変化は記録できたという可能性については、L. B. Cohen (1973) によって指摘されている。

このSchmittらの研究に続いて神経活動の光学的研究は1950年前後に活発に行われている。その中心となったのは、D. K. Hill, R. D. Keynes, J. M. Tobiasである。

・まず、HillとKeynes (1949) は、不成功に終わったSchmittらの試みをうける形で、カニ (shore crab : Carcinus maenus) の歩行脚神経幹を電気刺激して引き起こされる神経線維の不透明度 (opacity) の変化の測定を行った。彼らの実験では、タングステンランプから神経線維を垂直方向に白色光で照射し、スリットを通して、神経線維からの透過光 (transmitted light) をフォトセルで直接detectしている。これが、現在われわれが用いている光学測定の原型といえる。彼らはこの実験で、1秒当たり50回の電気刺激を5秒から10秒間続け、それに伴う神経線維のopacityの増大を記録することに成功した。神経刺激に伴う光学的変化の記録としては、これがおそらく最初のものである。

・さらに、Hill (1950) は測定装置に改良を加え、カニ (Maia squinado) の歩行脚神経線維を電気刺激 (50～100/secで約5～10秒) することによって、透過光強度（光散乱：light scattering）が増大することを見いだした。彼は、細胞外液の浸透圧を変えたときの神経線維の透過光の変化も調べ、その結果と照らし合わせて、測定された光散乱の変化は神経線維の直径が大きくなったことによることを示唆した。

・Hill (1950)は同様の実験を、イカ (Sepia officialis) の単一巨大神経線維でも行い、この場合も、電気刺激によって光散乱が増加することを見いだし、これも神経線維の直径が大きくなったこと（容積の増大）に起因することを示唆した。そして、直径220μmの神経線維を連続して1万回の電気刺激をおこなったとき引き起こされる直径の変化は、約 0.1 であると見積もっている。

・この結果は、その後、Cohenら (1971) の実験によっても支持され、さらに、Terakawa (1988)  の、ひと工夫された方法での追試でも確かめられている。

・J. M. Tobiasら (Tobias, 1952 ; Bryant and Tobias, 1952 ; Tobias and Nelson, 1959) も神経活動に伴う光散乱変化を測定している。Tobias (1952) は刺激電極の陽極側では光散乱強度は小さくなり、陰極側では大きくなることを示し、それは陽極側での神経線維の収縮、陰極側での膨潤に対応することを示している。なお、この時期における光学的測定についてはTobias (1959) による総括的なレビューにまとめられている。

ところが、1950年代の中ごろから1960年代の終わりごろまで、このような光学的測定はほとんど中断された状態になっている。これは、LingとGerard (1949) に始まる微小電極法の導入により、これを用いた電気生理学的研究が神経生理学の中心となったためであろう。

### 1968年の2つの論文
Schmittらの実験から28年経った1968年になって、光学的測定にとって新しい時代の幕開けともなった重要な2つの論文が発表された。1つは Cohen, Keynes, Hille (1968)による論文、もう1つは TasakiとWatanabeら (1968) の論文である。

1. Cohen LB, Keynes RD, Hille B : Light scattering and birefringence changes during nerve activity. Nature 218 : 438-441, 1968
2. Tasaki I, Watanabe A, Sandlin R, et al : Changes in fluorescence, turbidity, and bireflingence associated with nerve excitation. Proc Natl Acad Sci. 61 : 883-888, 1968

・Cohenらはカニの歩行脚神経とヤリイカ (Loligo forbesi) 巨大神経線維で、単一の活動電位に伴う光散乱 (light scattering) および複屈折 (birefringence) の変化を記録することに初めて成功した。その変化は、Schmittらが予想したように非常に小さく背景光に対して10-6～10-5 のオーダーで、CAT (computer of average transcient) を用いて25～200回の掃引を加算することによって記録された。

・一方、TasakiとWatanabeらもまた、ヤリイカ (Loligo pealei) の巨大神経線維で、活動電位に伴う複屈折変化と神経線維に吸着させたANS (8-anilinonaphthalene-1-sulfonate) の螢光変化を記録した。

この2論文が現在のニューロン活動の光学的測定の発火点ともなった。

ところで、これら2つの研究は、当初、HodgkinとHuxley (1952) による神経興奮についてのナトリウム説とその現象論的定式化の後をうけて、神経興奮の膜分子レベルでのメカニズムを探る目的で始められたものであった。実際、Tasakiらが用いたANSは、それまでにWeberとLaurence (1954) により、蛋白質の高次構造変化の研究に導入された疎水性プローブである。したがって、得られた光学的シグナルは、興奮に直接関係した膜分子のconformationalな変化を反映したものであることが期待され、その面から興味をもたれたのである。特に、日本ではこの傾向が強く支配した（例えば、Tasaki, 1970 ; Kobatake, et al, 1971）。

しかしながら、Cohenらは、その論文の中で、

「膜電位固定の実験で複屈折変化の時間経過が膜電位変化と同じであり、電流の時間経過とは対応性が見いだされない」

ことを示し、

「複屈折変化が、ほとんど膜電位変化に依存したものである」

ことを指摘している。ここには、すでに「膜電位の光学的測定」の伏腺が見え隠れしている。なお、Cohenら (1969) はシビレエイの発電器官のシナプス前線維を電気刺激して、発電器官の90°方向の光散乱に2相性の変化が現れることを見いだし、これはシナプス伝達を反映した光学的変化であることを示唆している。シナプス機能の光学的測定のはしりである。

### 膜電位感受性色素の探索
複屈折と光散乱変化の膜電位依存性成分を検討したCohenら (1971, 1972) はイカ巨大神経線維の膜電位固定法の実験によりANSとTNS (2-p-toluidinyl-6-naphthale sulfonate) の螢光変化と膜電位との関係も詳しく調べた。その結果、ANS, TNSの螢光変化も、

「コンダクタンスの増大に対する構造的基礎を与えるものでなく、膜電位の変化によって引き起こされた膜構造の二次的変化についての情報を与えているに過ぎない」

と示唆した (Davila, et al, 1974)。これは興奮のメカニズムと関係する膜分子のconformationの変化を反映しているとするTasakiら (Conti, et al, 1971 ; Tasaki, et al, 1972) の主張とは対立するもので、両グループ間で激しい論争が引き起こされた。Cohenのグループはさらにいろいろな色素について調べたが、結局、コンダクタンスの変化を反映するような色素を見いだすことはできず、観測された螢光変化はすべて膜電位を直接コピーしているだけであるという結果のみが得られたのである。
これらの実験の過程で、特にMerocyanine 540がイカ巨大神経線維の活動電位に伴って静止電位に対して 10-4 のオーダーという極めて大きな螢光変化を示すことが見いだされた(Davila, et al, 1973)。さらに、この色素で、螢光だけでなく、活動電位に伴って吸光変化もまた大きく変化することが示された (Ross, et al, 1974)。

このような一連の実験結果から、

「膜電位に感受性を持つ色素 (voltage-sensitive dyes) を膜電位のプローブ (potential probe)として膜電位を光学的に測定する方法」

のアイデアがはっきりとした形となり、Cohenの研究室で、まず、ポテンシャル・プローブとしてできるだけすぐれた膜電位感受性色素の探索が始められたのである。ここに至るまでのいきさつについてはCohen (1973), Cohen and DeWeer (1977), Cohen and Salzberg (1978) による総説に詳しく述べられている。

色素のスクリーニングが始められたとき、色素の化学構造とか物理化学的性状と膜電位感受性色素との相関性はもとより、どのような、そして、どれくらいの色素が膜電位に感受性を示すのか、皆目わからなかった。そこで、Cohenらは、ありとあらゆる色素を枚挙的に網羅してスクリーニングテストするという方法をとった。ヤリイカの巨大神経線維をいろいろな色素で染色し、それに膜電位固定を行い、それに伴う吸光、螢光の変化を測定して、膜電位変化に対する感受性がテストされた。そして、得られたデータから色素の構造と膜電位感受性との相関性を類推しながら、新しい色素を試行錯誤的にデザインし、それを合成して、ヤリイカの神経線維でテストを繰り返し、そこから得られた結果に基づいて、さらに新しい色素を合成していくという方法で進められた (Cohen, et al, 1974 ; Ross, et al, 1977 ; Gupta, et al, 1981)。

新しい色素の合成は A. S. Waggonerの研究室と日本感光色素研究所（現　林原生物化学研究所）の協力を得てなされた。1,000種類以上の色素がスクリーニングテストにかけられ、まずmerocyanine-rhodanine系 (Ross, et al, 1977), merocyanine-oxazolone系 (Gupta, et al, 1981) 色素が選び出された。その際、色素の選定基準としては、
- 信号対雑音比 (S/N) が大きい、
- 背景光に対する光学的変化ができるだけ大きい、
- 神経線維に対する薬理的、光化学的毒性ができるだけ小さいか無視できる、
- 色素の退色時間ができるだけ長いということと、
- 膜電位変化に対する応答時間（時定数）が短い

ということがあげられた。色素の毒性や光化学的影響は光学的測定で深刻な問題であり、これについては、膜電位固定したときの内向き電流、いわゆるNa電流が減衰する時間を調べることによって厳しくテストされた。その結果、Merocyanine 540は大きなシグナルが得られるにもかかわらず、光化学的毒性が大きいことから (Ross, et al, 1977), 膜電位測定用のプローブとして適していないと判定された。しかし、この色素が見いだされたことが膜電位に高感受性をもつmerocyanine-rhodanine系やmerocyanine-oxazolone系色素の合成につながったのである。その後も、主として、Grinvaldの研究室で、Rina Hildesheimにより色素の合成が続けられ、merocyanine系色素に加えて、現在用いられているoxonol系、styryl系色素が選びだされた (Grinvald, et al, 1980, 1982a)。色素についてはまだ改良すべき多くが残されており、その探索は現在も続けられている。

## 性質

### 色素の分類
膜電位感受性色素は、膜電位変化に対する応答時間に応じて、fast-response dyesとslow-response dyesの2つに分類される (Waggoner, 1979)。また、slow-response dyesをdistributing dyesと呼ぶこともある。(Cohen and Salzberg, 1978 ; Waggoner, 1979)。研究の初めの段階では、merocyanine系がfast-response dyesに、cyanine系、oxonol系がslow-response dyesに属し、前者は局在化した陰性電荷をもち、後者は非局在性の陽性電荷をもつと単純に定義づけられたが (Waggoner, 1976 ; Cohen and Salzberg, 1978 ; 神野、1978)、その後、新しい膜電位感受性色素の開発合成に伴って、この概念には修正が加えられた。

fast-response dyesこれにはmerocyanine系に加えて、oxonol系、styryl系のいくつかの色素が属する。膜電位変化に対する応答時間は5.0μ秒以下でかなり短く、活動電位を充分にモニターすることができる。merocyanine系、oxonol系は吸光変化が大きく、styryl系は螢光変化が大きい。なお、これに属する色素は膜に対して非透過性である。
slow-response dyes膜電位に対する応答時間が秒のオーダーで比較的長く、cyanine系色素とoxonol系のいくつかがこれに属する。活動電位のような迅速な膜電位変化をモニターするのには適していないが、ゆっくりした膜電位変化の測定に用いられている。これに属する色素は膜に対して透過性を示す。神経系ではシナプトソームやシナプス小胞での膜電位測定に用いられている (Blaustein and Goldring, 1975 ; Carpenter and Parson, 1978 ; Freedman and Laris, 1981)。

### 膜電位の対応性
吸光および螢光シグナルの大きさは通常、おのおのの背景光、すなわち静止電位での螢光強度および吸光度 との変化分 との比、すなわちfractional changeで表す。実際には、吸光変化は入射光に対し前方方向での透過光の変化として推定されることになる。したがって、透過光の増大は吸光の減少に、透過光の減少は吸光の増大に対応する。

光学的シグナルは電極を用いて記録される活動電位とほとんど同じ時間経過と同じ形状を示す。このことだけからも、光学的変化が活動電位をよくコピーしていることがわかるが、膜電位と光学的変化の直接的な対応関係は、ヤリイカ巨大神経線維での膜電位固定法を用いた実験によって詳細に検討された (Cohen, et al, 1974 ; Ross, et al, 1977 ; Gupta, et al, 1981)。膜電位感受性色素で染色したヤリイカ巨大神経線維を膜電位固定して、膜電位、膜電流、吸光、および螢光を同時記録すると、光学的変化は膜電位を脱分極、過分極側いずれに固定した場合でもみられ、変化の方向は逆であるが、変化の大きさは等しく対称性を示す。しかしながら、先にもふれたように、膜電流との対応性は全くみられず、光学的変化が過分電極側への膜電位変化に対しても脱分極の場合と同じように現れることが、光学的変化はコンダクタンスの変化には依存せず、興奮のメカニズムとは関係がないということの根拠になった。

また、膜に対して非透過性の色素であるfast-response dyesでは神経線維の外側から染色した場合と内側から染色した場合とでは、吸光あるいは螢光変化の方向は逆になる (Gupta, et al, 1981)。この場合も脱分極側、過分極側への電位変化に対する吸光、螢光の変化の方向の対称性はくずれない。

膜電位をいろいろなレベルに固定し、これに合わせて、測定された吸光、螢光の変化を膜電位に対してプロットすると、静止電位から±100mVぐらいの範囲では光学的変化と膜電位は近似的に直腺関係で対応づけられる。Tasakiら (1972) はTNSを用いた実験ではこのような直接関係は脱分極側ではくずれると報告したが、その後の実験では (Conti, et al, 1974), 直線関係が得られている。また、このような光学変化と膜電位間の直接関係はイカ神経線維以外でも確かめられた (Patrick, et al, 1971)。

### 波長スペクトル
膜電位依存性の色素の吸光や螢光の変化は、通常、可視波長で観測され、色素の種類により特有の波長スペクトルを示す。

・一般的に螢光色素は膜と結合することにより、その螢光強度の増強がみられ、色素によっては長波長側へシフトするものもある。

・吸光の場合は、色素自体の吸光スペクトルと膜電位依存性の吸光変化のスペクトルは必ずしも一致しない（神野、1978）。

・さらに、これらの波長依存性は、神経細胞とか筋細胞というような膜の種類、あるいは両棲類や哺乳類などの用いる生物の種によっても違いがみられる (Ross and Reichardt, 1979 ; Yagodin, et al, 1989)。Merocyanine-oxazolone系色素 (NK2367) の吸光スペクトルがヤリイカの神経線維と心筋では異なることを見いだされている(Fujii, et al, 1980)。

このようなスペクトルの性状は膜の構成要素の微細な違いを反映しているものと考えられる。

### メカニズム
膜電位感受性色素の光学的変化のメカニズムについての研究は、生理学的研究と直結するものではないが、よりすぐれたポテンシャル・プローブとしての色素をデザインして、開発、合成するという面から重要である。そのメカニズムについては、すでにRossら (1977), TasakiとWarashina (1976), WaggonerとGrinvald (1977) およびDragstenとWebb (1977) によって論じられてきてはいるが、まだ完全に解明されているわけではない。

活動電位のような迅速な電位変化をモニターする、いわゆるfast-response dyesについては、可能性の大きい仮説（モデル）として、現在、次の2つが提出されている。
- その1つは、A. S. Waggoner (1979)[40] により提出されたもので、細胞膜に吸着した色素分子は、モノマー ダイマーの平衡状態にあり、静止電位の状態ではこの平衡はダイマーの方向へ傾いている。膜が脱分極状態となると、平衡はモノマーの方向へ移る。これに続いて色素の発色団 (chromophore) は双極子のようにふるまって回転し、その配列を変える。これに伴って色素の吸光スペクトルの移動や螢光の変化が引き起こされると考えるのである。実際、merocyanine-rhodanine系色素で染色したイカ巨大神経線維の実験で、神経線維の軸に対して垂直偏光で入射した場合と平行偏光で入射した場合とでは吸光変化のスペクトルに大きな違いがみられる (Gupta, et al, 1981[37])。これは色素の発色団の回転と再配列の可能性を示唆している。Merocyanine-rhodanine系色素を用いた実験でも、ローダニン核についたアルキル基の長さと吸光変化との間に関係があること、分子吸光係数の大きい色素が膜電位依存性の吸光変化も大きいという結果が得られている (Kamino, et al, 1989[54])。
- もう1つは、Loew (1982)[55] によって提出されたもので、electrochromism effect, すなわち色素の発色団における電荷移動 (charge shift) によって説明しようとするものである。これは主として、styryl系色素について考察が進められている。膜に吸着した色素で、膜をはさんで電場がない場合、励起光によって発色団の荷電状態に変化が引き起こされ、放射光によってその荷電状態は可逆的に変化する。膜に電場がかかったとき、すなわち、電位差（膜電位）があると、それは荷電の移動を阻止するように働くため、荷電移動を引き起こすためには余分な励起光あるいは放射光を必要とすることになる。Loewのグループ (Hassner, et al, 1984[56]) は、このメカニズムに基づいて、より高感度の膜電位感受性をデザインすることを試みている。このようなelectrochromism effectによる光学的な変化は0.1μ 秒以下の時間内に起こるはずである。ところが、merocyanine系での膜電位変化に対する応答時間は2.0-5.0μ秒ぐらいであり、electrochromismによる電荷移動の仮定をそのままmerocyanine系に適用することは難しい。

さらに色素開発の発展に伴い、上記以外のメカニズムに基づく様々な膜電位感受性色素が登場している。膜電位イメージングに詳細されている。

## 膜電位感受性色素の具体例
これまで、様々な膜電位感受性色素が開発されてきた。以下はその具体例である。
| VSD                  | Year | mechanism | Precursor    | 備考                                                 |
| -------------------- | ---- | --------- | ------------ | ---------------------------------------------------- |
| NK2761               | 1981 |           |              | 吸光色素                                             |
| di-4-ANEPPS          | 1985 |           |              |                                                      |
| FLOX4, 6, 10         | 1995 | FRET      | -            | 初めてのFRET VSD(?). DiSBA-C4-(3)/FL-WGA. number: Cx |
| ANNINE-3, 4, 5, 6, 7 | 2003 |           | -            | ANellated hemicyaNINE                                |
| eGFP-F/DPA           | 2005 | FRET      | -            | organic-genetic hybrid                               |
| ANNINE-6plus         | 2008 |           | ANNINE-6     |                                                      |
| DiO/DPA              | 2009 | FRET      | (eGFP-F/DPA) |                                                      |
| hVoS 2.0             | 2010 | FRET      | eGFP-F/DPA   | organic-genetic hybrid                               |
| VF2.1.Cl             | 2012 | PeT       | -            | VoltageFluor                                         |
| VF2.1(OMe).H         | 2015 | PeT       | VF2.1.Cl     |                                                      |
| BuRST-1              | 2015 | PeT       |              |                                                      |
| RhoVRs               | 2016 | PeT       |              |                                                      |
| RVF5                 | 2017 | PeT       | VF2.1.Cl     | Rhodol VoltageFluor-5                                |

【参考】
　　(1) Recent review: http://www.sciencedirect.com/science/article/pii/S1367593116300795
　　(2) Historical overview: https://link.springer.com/chapter/10.1007/978-3-319-17641-3_1#Sec35
　　(3) List: http://square.umin.ac.jp/optical/optical/dye.html

### DiO/DPAペア
DiO/DPAペアは、FRETに基づく膜電位感受性色素の一種である (Jonathan Bradley, et al. 2009)。
まず、蛍光分子DiO(カルボシアニン色素の一種)と、クエンチャーであるDPAを細胞へ同時に導入する。DPAはアニオン(負電荷をもつ分子)であるため、膜電位に応答して細胞膜の内膜・外膜間を移動する。DiOと内外膜を移動するDPAの距離によってFRET効率が変化し、膜電位がDiOの蛍光強度へ反映される。
　（DPA: dipicrylamine ジピクリルアミン. 2つのピクリン酸から水酸基を取り去ってアミンにしたもの. (ヘキサニトロジフェニルアミンと同一物質？英語版に詳細). ナトリウム塩: CAS 13474-21-0））

## 計測

### 多チャネル測定システム
以上のような背景と実験的基盤のもとにニューロン活動の光学的測定へ向かってのルートがひらかれてきたが、この方法のメリットとしては、

(1) 微小電極も刺入できないほど微小な細胞とか細胞内器官からの電位活動の測定と、

(2) 多数個の細胞とか多数個所の部位から電位活動を同時記録することができる、

ことの2点をあげることができる。L. B. Cohenは1973年にPhysiological Reviews誌に発表した総説のなかで “------, it seems reasonable to imagine an array of 100 photodetectors that would allow simultaneous potential recordings from 100 individual cells.” と述べ、光学的多チャネル測定の可能性を示唆している。

ところで、イカ巨大神経線維での実験で、膜電位の光学的測定のための基礎が確立されたあと、いよいよ神経線維以外での神経組織のニューロン活動を光学的に測定する段取りになった。そのための装置は光学顕微鏡を用いて組み立てられた。膜電位感受性色素で染色した神経組織を載物台に置き、対物鏡を通して実像面 (image plane) に作られた組織の拡大像からphotodiodeを用いて光学的シグナルをdetectするやり方である。これは、現在の顕微測光法のはしりとなったものである。この方法で、まず、ヒルの神経節のN細胞および巨大フジツボの上食道神経節 (supraesophageal ganglion) の単一ニューロンの活動電位がmerocyanine-rhodanine (Dye ⅩⅦ) およびmerocyanine-oxazolone (NK2367) の吸光シグナルとして記録された (Salzberg, et al, 1973 ; Grinvald, et al, 1977)。続いて、複数個のニューロン活動を同時記録する方法が考案された。

・最初用いられたのはライトガイド方式である。これはライトガイドとして光学繊維を用い、その一端にphotodiodeを取り付けたもので、これを何本か作り、それらの他端を実像面上の複数個のニューロンの像に合わせて並べ、おのおののニューロンから活動電位を吸光シグナルとして同時記録する方法である。この方法によって、Cohenのグループ (Salzberg, et al, 1977) によって、巨大フジツボの神経節内の11～14個のニューロンから活動電位が同時記録された。これが多チャネル同時測定として最初の記録である。神野らは、16チャネル同時測定システムを組み立てた（Fujii, et al,1981 ; Kamino, et al, 1981 ; Hirota, et al, 1981 ; 神野, 1982）。このライトガイド方式では、ディスプレイは多チャネル型オシロスコープあるいは多チャネル型ペンレコーダーだけで充分であり、ライトガイドの口径は自由に選ぶことができるうえ、ライトガイドをいろいろな位置にいろいろな間隔をおいて電位活動を同時記録できるので、使いようによっては、現在でも中枢神経系その他の研究でかなり有効な方法である。

・続いて、同じくCohenの研究室でなるべく多くのニューロンあるいは部位から電位活動を同時記録するための装置を作る計画が立てられた。この時、問題となったのは imaging deviceとdisplayの方法であった。その時、imaging device としては、(1)TV tube (vidicon, vacuum tube), (2)solid state TV camera, (3)array of individual detectorsが、recording deviceとしては、(1)computer, (2)multichannel recorder, (3)multi-channel tape recorderが検討された。そして、photodiode array方式が採用され、144個のphotodiodeをmatrix型に並べた12×12-素子・photodiode arrayとコンピューターを組み入れた測定システムがCohenの研究室で作り上げられた（Grinvald, et al, 1981a）。これに続いて、Salzberg (Salzberg, et al, 1983), Ross (Krauthamer and Ross, 1984) Grinvald (Grinvald, et al, 1982b), Salama (Salama, et al, 1987) および神野ら (Hirota, et al, 1985) の各研究室で同じような測定システムが組み立てられた。

現在、用いられている測定システムの構成は、どの研究室のものでも基本的には同じであり、光学系、検出系、増幅系、マルチプレクサー（あるいはレコーディングシステム）、コンピュータで構成されている。測定システムと測定方法については、Cohen and Lesher (1986) により詳しく解説されている。

### S/N比とシグナルサイズ
このような測定システムで膜電位変化を測定する場合、信号対雑音比 (SN比) は深刻な問題となる。一般に、光学測定は雑音とartifactとの戦いであるといわれる所以でもある。実際の測定では次のような雑音が問題となる。
(1) ショット雑音、
(2) detector内の暗電流による雑音、
(3) 光源の光量の変動による雑音、
(4) 電気回路、シールディング、周辺光による雑音、
(5) 被検体の微小な動きによる雑音。
この中で、(3)〜(5)のような外来性の雑音はその発生源を点検して除去することができるが、ショット雑音は光電子発生の確率的な不規則性により、これが光電流自体の雑音となったもので、これを除くことはできない。なお、CCDカメラなどでは、素子の冷却によりS/N比が向上することが知られているが、これは１つの画素に流れる光電流が小さく、光電流を電圧に変換する回路にある抵抗のジョンソンノイズが問題になる場合に有効な方法である。膜電位変化の光学的測定では、１つの画素に少なくとも10 nAオーダーの光電流が流れる条件でないと定量解析可能なシグナルが得られないため、光電流の平方根に比例して増大するショット雑音に比べ、ジョンソンノイズは無視出来るほど小さいものとなる。したがって、冷却してもS/N比はほとんど向上しない。

### 分解能
膜電位感受性色素を用いた電位変化の光学的測定で、時間分解能は電位変化に対する色素の応答時間と測定システムの時間分解能の2つの因子に依存する。色素の応答時間については先にもふれたが、merocyanine系色素の場合、時定数は2.0～5.0 秒であり、また、測定システムの分解時間は0.1-1.0m秒である。

空間分解能では二次元分解能と三次元分解能の問題がある。

・二次元分解能は顕微鏡の分解能、すなわち倍率と開口数に依存する。しかし、高倍率にして解像力を上げると、S/Nが小さくなるという問題が生じてくる。これは、detectorがうける背景光強度が小さくなるためで、S/Nは背景光の平方根に反比例する。これが、二次元分解能を制約する因子になる。さらに、組織の散乱光が空間分解能に影響を与えることも指摘されている (Orbach, et al, 1985 ; London, et al, 1987)。

・三次元分解能は現在の光学的測定で困難性として最も大きいものであり、これが光学測定の適用範囲を規定している大きな要因の1つにもなっている。

・さらに、組織のどれくらいの深さまでの信号を検出できるかという問題がある。これは、組織の光学的不透明度 (opacity) あるいは光学密度 (optical density) の大きさや色素の組織内への拡散の度合いによる。

## 膜電位感受性色素の適用例
膜電位感受性色素を導入して研究を展開している研究室は現在たくさんあり、その適用例の全てを網羅して紹介することはむずかしい。ここでは、初期の測定例を中心に紹介する。

### 無脊椎動物の神経節
ニューロン活動の多チャネル同時測定は、Cohenの研究室で、まず巨大フジツボの神経節 (supraesophageal ganglion) に適用することから始められた (Salzberg, et al, 1977) 。これは、下等動物の行動、学習の神経機構解析を目指したものである。下等動物の神経節を構成するニューロンの数は比較的少なく、それらのほとんどすべてのニューロンから光学的方法で電位活動を同時記録することも可能である、というCohenの考えに基づいている (Boyle, et al, 1983)。

Cohenのグループが、巨大フジツボに続いて取り上げたのはNavanax （軟体動物 後鰓類）の口球神経節 (buccal ganglion) である。神経節をoxonol系色素 (RH155) で染色し、Navanaxの食餌中の電位活動を、神経節内の128カ所の領域から同時測定した (London, et al, 1987)。この実験で、Navanaxの口唇の動きに伴って22個のニューロンから活動が記録されている。これは、動物の行動に伴う中枢神経系のニューロン活動の最初の記録である。もう1つは、アプリシアのえら引っ込め反射 (gill-withdrawal reflex) が取り上げられている (Zecević, et al, 1989)。これは Eric Kandelら (Kupferman, et al, 1988) が詳細に調べているが、Cohenらの研究は、このアプリシアのえら引っ込め反射に関する神経回路網とその動的神経機構を解析することがそのねらいである (Cohen, et al, 1989)。サイフォン、えら、および腹部神経節を含む神経系を付けたままで切り出した標本で、サイフォンに軽い機械的な刺激を加えると、えらの運動が引き起こされる。この運動をビデオテープに撮りながら、一方で腹部神経節内のニューロン活動を多数部位から同時記録するという方法である。12×12-素子photodiode arrayでニューロン活動を同時記録して、えら引っ込め反射時は、これまでに示唆されているよりはるかに多くのニューロンが活動していることを示した。さらに慣れ (habituation) および感作 (sensitization) に伴うニューロン活動の記録で、急性的に感作された神経節内で、えら引っ込め反射に伴って活動するニューロンの数は250から400個ぐらいと見積もっている。

### 両生類および魚類の中枢神経系
Salzbergら (1983) はツメガエルの神経性下垂体 (neurohypophsis) をmerocyanine-rhodanine色素 (NK2761) で染色して、活動電位を吸光シグナルとして記録した。この実験で、後葉から得られるシグナルはスパイクのシグナルとそれに続く方向が逆向きでやや持続時間の長いシグナルの2つの成分から成ることが見いだされた。この遅いほうの成分は外液の低Ca2+ 濃度で抑制され、TTXの添加では速い成分、遅い成分とも消失あるいは抑制される。続く実験で、スパイク状の速い成分は神経終末の活動電位を反映した色素の吸光変化であり、遅い成分は色素の吸光変化によるものではなく、神経終末からの神経ホルモン分泌過程を反映した光散乱の変化であることが示された (Salzberg, et al, 1985 ; Obaid, et al, 1989 ; Salzberg and Obaid, 1988)。なお、Salzbergら (1985) は同じタイプのシグナルをマウスの神経性下垂体からも記録している。興奮-分泌連関を光学的シグナルとして捉えたことは神経分泌現象の研究に新しい測定方法を打ち出したものであり、その点でも注目すべきものである。さらに空間分解能を上げることにより興奮-分泌過程をより詳細に解析できる可能性が期待できる。

カエルの中枢神経系では、Grinvaldら (Grinvald, et al, 1984) によって視蓋 (optictectum) のニューロン応答が光学的方法で測定された。これは、カエルを“まるごと”のままで行う in situでの測定であり、光学的測定方法としては、その適用面での新しい展開の1つである。カエルの頭蓋骨を部分的に開けて視蓋部を露出し、そこを螢光色素 (styryl dyes) で染色して、眼球の散発的な光照射（フラッシュ）によって引き起こされる視蓋皮質の電位応答を螢光シグナルとして記録するというやり方である。“まるごと”の動物を用いる実験で問題となるのは、雑音である。その原因として、Grinvaldは呼吸運動と心拍動をあげている (Grinvald, 1985 ; Grinvald, et al, 1988)。さらには、 脳皮質血管内の不連続的な赤血球の流動による影響も考えられる。

Kauerら (1987) は、嗅上皮の臭気剤刺激によって引き起こされる嗅球におけるニューロン応答を測定した。この実験では摘出標本でなく、嗅上皮と嗅球を露出した“まるごと”のサンショウウオが用いられ、嗅上皮に amyl acetateとcamphorの気体を吹きつけて刺激した。先のOrbachとCohen (1983) の電気刺激による測定では、ニューロン応答のシグナルは嗅球のほとんど全域で記録されているが、amyl acetateとcamphorによる刺激では、その両者の間でシグナルの大きさには違いがみられる。応答はいずれの場合も外顆粒層と内顆粒層に限局しており、シグナルは外顆粒層で大きく内顆粒層では小さい。また、神経線維層および糸球体層には応答がみられない。これは、電気刺激と大きく違うところであり、実験的電気刺激と生理的条件という自然刺激による応答の空間的パターンの違いをよく示している。

魚類では、Konnerthら (1987) によってエイ (Raja erinacea) の小脳スライスの平行線維についての測定がなされている。この論文では、RH155とRH482のシグナルの波形の違いから、neuronとgliaの染色性についても解析されている。なお、このほか金魚の視蓋部についてManisとFreeman (1988) よる測定があるが、この実験ではシナプス電位が螢光シグナルとして記録されている。

### 哺乳類の中枢神経系
哺乳類の中枢神経系におけるニューロン活動の光学的測定は、intactな中枢神経系とslice標本についてなされている。
intactintactの測定は両生類の場合と同じように、皮質におけるニューロン応答に限られている。これは、現在の光学的測定が二次元計測に限られ、三次元的計測に弱いという方法論的制約によるものであり、その適用の限界を示すものでもある。
Orbachら (1985) は、大脳皮質を露出した“まるごと”のラットを頭部が対物鏡の下になるようにして、顕微鏡の載物台の位置に固定し、口ひげを動かしたときの体性感覚野皮質でのニューロン応答と、眼球に光照射したときの視覚野皮質でのニューロン応答を、それぞれの124カ所の部位から記録した。皮質の染色にはstyryl系のRH414が用いられ、ニューロン活動は落射法により螢光シグナルとして測定されている。この測定によって、口ひげを動かした距離や、その持続時間により応答の空間的パターンが変化するという興味ある結果が得られている。なお、まるごとの動物を用いた大脳皮質におけるニューロン応答の測定では、この実験が最初のものである。これによって、光学的測定法を哺乳動物の中枢神経系にも適用できることが示された。slices : これに先鞭をつけたのはGrinvaldら (1982b) によるラット海馬スライスでの測定であり、これによって、海馬の研究に新しいルートがひらかれた。ラット脳から切り出された海馬のスライスをmerocyanine-rhodanine系色素 (WW401) で染色して、透過光の変化を10×10-素子のphotodiode arrayでdetectして、CA1錐体細胞におけるニューロン活動を見事に捉えている。

### 末梢神経
光学的多チャネル測定の末梢神経線維への応用は少ないが、ShragerとRubinstein (1990) の論文が興味をひいた。彼らの実験はツメガエル (Xenopus) の坐骨神経の軸索内にlysolecithinを注入して脱髄を起こさせて、それに伴う興奮の伝播速度の変化を調べたものである。

### 培養神経細胞
Grinvald, RossとFarber (1981)は10×10-素子photodiode arrayを用いて培養されたNIE-115ニューロブラストーマから電位活動を記録したが、これが、光学的測定を培養神経細胞へ適用したものとしては最初である。細胞体に電極を刺して刺激を行い、そこから活動電位を電気的に記録するとともに細胞の多数部位から光学的シグナルを同時記録した。活動電位のシグナルは細胞体を含めて神経突起に沿って各部位から検出され、それらのスパイクは部位ごとに異なった形状を示している。また、活動電位は刺激部位から神経突起に沿って伝播し、その速度は比較的小さく、約0.1m/秒という値が得られている。さらに、Grinvaldら (1980) はレーザーのマイクロビームを用いて、NIE-115ニューロブラストーマ細胞体と成長円錐 (growth cone) からカルシウム活動電位を同時記録している。

その後、培養細胞での光学的測定は Bill Rossに引き継がれ、活発な研究が行われているが、彼らは、膜電位感受性色素とカルシウム指示薬を組み合わせた測定というもう1つの方向をひらいた (Ross, et al, 1987, 1989)。

### Developmental neurophysiology
脊椎動物の個体発生、特にその初期過程では中枢神経系のニューロンは非常に微小でかつ脆弱ということもあって、通常のガラス微小電極法による測定は技術的にほとんど不可能といってもよい。したがって、個体発生に伴う中枢神経系の形態学的、細胞生物学的、さらには分子生物学的研究の著しい進展ぶりに比べて、動的システムとしての生理学的研究あるいは機能構築過程に関する研究は大きい遅れをとっている。これは個体発生の早い段階での神経細胞は微小で、微小電極が刺入できないことや、多領域からのニューロン活動を同時記録できないという方法論的制約に起因している。そこで、神野らは膜電位感受性色素を用いた光学的方法を導入することによって初期胚の心臓、中枢神経系におけるニューロン応答を検出しながら、その機能構築過程の追跡を進めた。（Kamino, et al, 1989 ; Kamino, 1990, 1991 ; 神野, 他, 1983 ; 神野、1985, 1991）。

## 画像法
これまで述べてきた測定は、吸光とか螢光の変化をシリコンphotodiodeを用いて検出する方法であるが、もう1つの方法としてビデオカメラやCMOSカメラを用いて、光学的変化を画像化する方法が用いられるようになってきた。これを最初に発表したのはBlasdelとSalama (1986)の論文である。BlasdelとSalamaの測定法は、脳皮質の光を照射し、その“reflectance”をTVカメラでモニターするものである。彼らは、サルの視覚野皮質を露出させ、そこをmerocyanine-oxazolone系色素（NK2367）で染色したうえで、サルに垂直、水平スリットの光をみせたとき皮質に誘発される“reflectance”の変化を画像化し、皮質における眼球優位性 (ocular dominance) と方位選択性 (orientation selectivity) のパターンを捉えることができた。これは、ニューロンの光学的測定で新しい局面をひらいたものとして大きな意義をもっていることは確かである。しかしながら、光学的測定という面からみるとき、いくつかの問題は残されている。この論文では、光学的変化は単に“reflectance”と表現されているが、この“reflectance”という表現の意味はそれほど簡単ではない。このような系に対して、“reflectance”を厳密に定義することは難しいが、平面の鏡の場合とは違って、いわゆる拡散反射 (diffuse reflection) という意味に近い。一方、皮質のほうから考えると、それは光を反射、拡散、吸収する粒子（細胞）が不均一に詰まった層でもある。かつ、その散乱は大粒子の多重散乱である。これに加えて、着色系で吸光度の変化がreflectanceの中にどの程度入ってくるかという問題もある。したがって、測定している光学的変化が、皮質のどのような変化を反映しているかを一意的に決めることは難しい。この実験で膜電位感受性色素を用いているということで、ストレートに皮質における電位活動を見ていると結論づけるのは危険であるようにみえる。事実、ここで使われている色素NK2367の活動電位に伴う吸光変化は背景光に対して10-4～10-3 のオーダーであり、ビデオカメラで、それを捉えることはほとんど不可能といってよい。したがって、ここでは、電位活動によって引き起こされた何かほかの現象を拾っているかもしれない。

膜電位感受性色素を用いた画像法では、Kauer (1988) も発表している。彼はサンショウウオの嗅球をstyryl系色素 (RH414) で染色し、嗅神経線維を電気刺激して、嗅球での螢光変化（励起波長530nm,　螢光波長610nm）をTVカメラで捉え、画像化した。この実験では対照測定としては膜電位に対して非感受性色素が併用されており、その結果からも、この画像は明らかに嗅球での電位変化の場所的分布を示していると考えられる。

## 色素を用いない方法 (Intrinsic optical imaging)
膜電位感受性色素を用いないで、内因性 (intrinsic) の光学的変化を捉えることによってネコやサルの中枢神経系のニューロン活動をモニターしようとする方法が、Amiram Grinvaldらによって開発された(Grinvald, et al, 1986) ; Frostig, et al, 1990 ; Ts’o, et al, 1990)。

彼らは、photodiode法で、ネコの視覚野の皮質から、スリット光刺激に応じた持続時間が比較的長い（約3秒）内因性の光学的変化 (reflectance) を見いだし、これがニューロン応答を表しているとして、その画像化を行った。測定方法は、膜電位感受性色素を用いないという以外は、BlasdelとSalamaと全く同じである。Photodiodeで測定される内因性の変化 (fractional change) は2×10-4 で、膜電位感受性色素の場合よりも1桁から2桁小さい。ここでも問題になるのは、このreflectanceの変化が実質的に何を表しているかということである。ニューロン活動を反映していることは間違いないと考えられるが、変化の持続時間が長いことからみても、活動電位のような電位変化を拾っている可能性はまずない。Grinvald自身も電位変化以外に、いろいろな生理学的因子を上げている。最近の論文で彼らが特に注目しているのはcytochrome-oxidaseとの対応である。しかし、一方では微小循環との対応性も論じている (Ts’o, et al,1990)。
　この方法は、色素を用いないことから脳外科手術中の患者にも適応することが可能であり、intraoperative intrinsic optical imagingと呼ばれている。

## 註・文献
1. ↑  voltage-sensitive dyeの日本語訳としては、膜電位プローブや電位感受性色素をはじめとして様々な用語が用いられてきたが、生体膜の膜電位をモニターするための色素であることを強調するための「膜」という文字がつけられた「膜電位感受性色素」が当初より用いられた正式な用語である。
2. ↑  http://neurophotonics.spiedigitallibrary.org/Issue.aspx?JournalID=169&issueID=931888&direction=P
3. 1 2 3  Schmitt FO : The ultrastructure of protoplasmic constituents. Physiol Rev 19 : 270-302, 1939
4. ↑  Schmitt FO, Bear RS : The ultrastructure of the nerve axon sheath. Biol Rev 14 : 27-50, 1939
5. ↑   Hodge CF : A microscopical study of changes due to functional activity in nerve cells. J Morphol 7 : 95-164, 1892
6. ↑   Mann G : Histological changes induces in sympathetic, motor, and sensory nerve cells by functional activity. J Anat Physiol 29 : 100-108, 1894
7. ↑  Lillie RD : Uses and standardization of biological stains. In, H. J. Conn’s Biological Stains. pp1-14, The Williams & Wilkins Comp, Baltimore, 1969
8. ↑  Schmitt FO, Schmitt OH : Partial excitation and variable conduction in the squid giant axon. J Physiol (London) 98 : 26-46, 1940
9. 1 2 3  Cohen LB : Changes in neuron structure during action potential propagation and synaptic transmission. Physiol Rev 53 : 373-418, 1973
10. ↑  Hill DK, Keynes RD : Opacity changes in stimulated nerve. J Physiol (London) 108 : 278-281, 1949
11. ↑  Hill DK : The effect of simulation on the opacity of a crustacean nerve trunk and its relation to fibre diameter. J Physiol (London) 111 : 283-303, 1950
12. ↑  Hill DK : The volume change resulting from stimulation of a giant nerve fibre. J Physiol (London) 111 : 304-327, 1950
13. 1 2  Cohen LB, Hille B, Keynes RD, et al : Analysis of the potential-dependent changes in optical retardation in the squid giant axon. J Physiol (London) 218 : 205-237, 1971
14. ↑  Terakawa S : Potential-dependent variations of the intracellular pressure in intracellular perfused squid giant axon. J Physiol (London) 369 : 229-248, 1988
15. 1 2  Tobias JM : Some optically detectable consequences of activity in nerve. Cold Spring Harbor Symp Qunt Biol 17 : 15-24, 1952
16. ↑  Bryant SH, Tobias JM : Changes in light scattering accompanying activity in nerve. J Cell Comp Physiol 40 : 199-219, 1952
17. ↑  Tobias JM, Nelson PG : Structure and function in nerve. In, A Symposium on Molecular Biology. pp248-265, The University of Chicago press, 1959
18. ↑  Tobias JM : Biophysical aspects of conduction and transmission in the nervous system. Annu Rev Physiol 21 : 299-324, 1959
19. ↑  Ling G, Gerard RW : The normal membrane potential of frog sartorius fibers. J Cell Comp Physiol 34 : 383-396, 1949
20. ↑  Cohen LB, Keynes RD, Hille B : Light scattering and birefringence changes during nerve activity. Nature 218 : 438-441, 1968
21. ↑  Tasaki I, Watanabe A, Sandlin R, et al : Changes in fluorescence, turbidity, and bireflingence associated with nerve excitation Proc Natl Acad Sci. 61 : 883-888, 1968
22. ↑  Hodgkin AL, Huxley AF : A quantitative description of membrane current and its application to conduction and excitation in nerve. J Physiol (London) 117 : 500-544, 1952
23. ↑  Weber G, Laurence DJR : Fluorescence indicators of adsorption in aqueous solutionand on solid phase. Biochem 56 : 1954
24. ↑  Tasaki I : Effects of ultraviolet and visible light on nerve fibers and changes in optical properties during nervous activity. In, Advances in Biological and MedicalPhysics. pp 307-327, Academic Press, New York, 1970
25. ↑  Kobatake Y, Tasaki I, Watanabe A : Phase transition in membrane with refer ence to nerve excitation. Adv Biophys 2 : 1-31, 1971
26. ↑  Cohen LB, Hille B, Keynes RD : Light scattering and birefringence changes during activity in the electric organ of Electrophorus electricus. J Physiol (London) 203 : 489-509, 1969
27. ↑  Cohen LB, Keynes RD, Landowne D : Changes in light scattering that accompany the action potential in squid giant axons : potential-dependent components. J Physiol (London) 224 : 701-725, 1972
28. ↑  Davila HV, Cohen LB, Salzberg BM, et al : Changes in ANS and TNS fluorescence in giant axons from Loligo. J Memb Biol 15 : 29-46, 1974
29. ↑  Conti F, Tasaki I, Wanke E : Fluorescence signals in ANS-stained squid giant axons during voltage-clamp. Biophysik 8 : 58-70, 1971
30. 1 2  Tasaki I, Watanabe A, Hallett M : Fluorescence of squid axon membrane labelled with hydrophobic probes. J Memb Biol 8 : 109-132, 1972
31. ↑  Davila HV, Salzberg BM, Cohen LB, et al : A large change in axon fluorescence that provides a promising method for measuring membrane potential. Nature New Biol 241 : 159-160, 1973
32. ↑  Ross WN, Salzberg BM, Cohen LB, et al : A large change in dye absorption during the action potential, Biophys J 14 : 983-986, 1974
33. ↑  Cohen LB and DeWeer P : Structural and metabolic processes directly related to action potential propagation. In, Handbook of Physiology, Nervous system. set. 1, vol. 1, pp137-159, 1977
34. 1 2 3  Cohen LB, Salzberg BM : Optical monitoring of membrane potential. Rev Physiol Biochem Pharmacol 83 : 35-88, 1978
35. 1 2  Cohen LB, Salzberg BM, Davila HV, et al : Changes in axon fluorescence during activity : molecular probes of membrane potential. J Membr Biol 19 : 1-36, 1974
36. 1 2 3 4 5  Ross WN, Salzberg BM, Cohen LB, et al : Changes in absorption, fluorescence, dichroism,　birefringence in stained giant axons. J Membr Biol 33 : 141-183, 1977
37. 1 2 3 4 5  Gupta RK, Salzberg BM, Grinvald A, et al : Improvements in optical methods for measuring rapid changes in membrane potential. J Membr Biol 58 : 123-137, 1981
38. ↑  Grinvald A, Hildesheim R, Gupta R, et al : Better fluorescent probes for optical measurement of changes in membrane potential. Biol Bull Woods Hole 159 :484, 1980
39. ↑  Grinvald A, Hildesheim R, Farber IC, et al : Improved fluorescent probes for the measurement of rapid changes in membrane potential. Biophys J 39 : 301-308, 1982a
40. 1 2 3  Waggoner AS : Dye indicators of membrane potential. Annu Rev Biophys Bioeng 8 : 47-68, 1979
41. ↑  Waggoner AS : Optical probes of membrane potential. J Memb Biol 27 : 317-334, 1976
42. 1 2  神野耕太郎 : 膜電位の光学的検出とポテンシャル・プローブ。生物物理18 : 105-119, 1978
43. ↑  Blaustein MP, Goldring JM : Membrane potentials in pinched-off presynaptic nerve terminals monitored with a fluorescent probe : Evidence that synaptosomes have potassium diffusion potentials. J Physiol (London) 247 : 589-615, 1975
44. ↑  Carpenter RS, Parson SM : Electrogenic behavior of synaptic vesicles from Torpedo Californica. J Biol Chem 253 : 326-329, 1978
45. ↑  Freedman JC, Laris PC : Electrophysiology of cells and organelles : Studies with optical potentiometric indicators. Internatl Rev Cytol (Suppl) 12 : 177-246, 1981
46. ↑  Conti F, Fioravanti R, Malerba F, et al : A comparative analysis of extrinsic fluorescence in nerve membranes and lipid bilayers. Biophys Struct Mechanism 1 : 27-45, 1974
47. ↑  Patrick J, Valeur B, Monnerie L, et al : Changes in extrinsic fluorescence intensity of the electroplax membrane during electrical excitation. J Memb Biol 5 : 102-120, 1971
48. ↑  Ross WN, Reichardt LF : Species-specific effects on the optical signals of voltage-sesitive dyes. J Memb boil 48 : 343-356, 1979
49. ↑  Yagodin S, Pushkarev YP, Slutsky VM : Species specificity in the extrinsic absorption changes exhibited by some invertebrates stained with voltage-sensitive dyes J Memb Biol 109 : 201-207, 1989
50. ↑  Fujii S, Hirota A, Kamino K : Optical signals from early embryonic chick heart stained with potential sensitive dyes : Evidence for electrical activity. J Physiol (London) 304 : 503-518, 1980
51. ↑  Tasaki I, Warashina A : Dye-membrane interaction and its changes during nerve excitation. Photochem Photobiol 24 : 191-207, 1976
52. ↑  Waggoner AS, Grinvald A : Mechanisms of rapid optical changes of potential sensitive dyes. Ann NY Acad Sci 303 : 217-242, 1977
53. ↑  Dragsten PR, Webb WW : Mechanism of membrane potential sensitivity of Merocyanine 540. Biophys J 17 : 215a, 1977
54. ↑  Kamino K, Hirota A, Komuro H : Optical indication of electrical activity and excitation-contraction coupling in the early embryonic heart. Adv Biophys 25 : 45-93, 1989
55. ↑  Loew LM : Design and characterization of electrochromic membrane probes. J Biochem Biophys Meth 6 : 243-246, 1982
56. ↑  Hassner A, Brinbaum D, Loew LM : Change shift probes membrane potential. Synthesis. J Org Chem 49 : 2546-2549, 1984
57. ↑  http://www.sciencedirect.com/science/article/pii/S1367593116300795
58. 1 2  Kamino K, Hirota A, Fujii S : Localization of pacemaking activity in early embryonic heart monitored using voltage-sensitive dye. Nature 290 : 595-597, 1981
59. ↑  Eric Fluhler, et al.. PMID 4084490
60. ↑  https://doi.org/10.1016/S0006-3495(95)80029-9
61. ↑  https://doi.org/10.1021/jp0345809
62. ↑  https://doi.org/10.1038/nn1558
63. ↑  https://doi.org/10.1007/s00249-007-0210-y
64. ↑  "It is derived from the zwitterionic dye ANNINE-6." https://doi.org/10.1007/s00249-007-0210-y
65. ↑  https://doi.org/10.1523/JNEUROSCI.1240-09.2009.
66. ↑  https://doi.org/10.1016/j.bpj.2010.07.037
67. ↑  https://doi.org/10.1073/pnas.1120694109
68. ↑  https://doi.org/10.1021/ja510602z
69. ↑  https://doi.org/10.1021/jacs.5b06644
70. ↑  https://doi.org/10.1021/jacs.6b05672
71. ↑  https://doi.org/10.1073/pnas.1610791114
72. ↑  Salzberg BM, Davila HV, Cohen LB : Optical recording of impulses in individual neurons of an invertebrate central nervous system. Nature 246 : 508-509, 1973
73. ↑  Grinvald A, Salzberg BM, Cohen LB : Simultaneous recording from several neurones in an invertebrate central nervous system. Nature 268 : 140-141, 1977
74. 1 2  Salzberg BM, Grinvald A, Cohen LB, et al : Optical recording of neural activity in an invertebrate central nervous system : Simultaneous monitoring of several neurons. J Neurophysiol 40 : 1281-1291, 1977
75. ↑  Fujii S, Hirota A, Kamino K : Action potential synchrony in embryonic precontractile chick heart : Optical monitoring with potentiometirc dyes. J Physiol (London) 319 : 529-541, 1981
76. ↑  Hirota A, Sakai T, Fujii S, et al : Optical monitoring of spatial spread of initial contraction coupled with action potential in early embryonic heart. Biomed Res 2 : 718-721, 1981
77. ↑  神野耕太郎 : 膜電位の光学的測定。平本幸男、竹中敏文編、実験生物学講座5。丸善、pp215-233, 1982
78. ↑  Grinvald A, Cohen LB, Lesher S, et al : Simultaneous optical monitoring of activity of many neurons in invertebrate ganglia using a 124-element photodiode array. J Neurophysiol 45 : 829-840, 1981a
79. 1 2  Salzberg BM, Obaid AL, Gainer H, et al : Optical recording of action potentials from vertebrate nerve terminals using potentiometric probes provides evidence for sodium and calcium components. Nature 306 : 36-40, 1983
80. ↑  Krauthamer V, Ross WN : Regional variations in excitability of barnacle neurons J Neurosci 4 : 673-682, 1984
81. 1 2  Grinvald A, Manker A, Segal M : Visualization of the spread of electrical activity in rat hippocampal slices by voltage-sensitive optical probes. J Physiol (London) 333 : 269-291, 1982b
82. ↑  Salama G, Lombardi R, Elson J : Maps of optical action potentials and NADH fluorescence in intact working hearts. Am J Physiol 252 (Heart Circ Physiol 21) : H 384-H 394, 1987
83. ↑  Hirota A, Kamino K, Komuro H, et al : Optical studies of excitation-contraction coupling in the early embryonic chick heart. J Physiol (London) 366 : 89-106, 1985
84. ↑  Cohen LB, Lesher S : Optical monitoring of membrane potential : Methods of multisite optical measurement. In, De Weer P, Salzberg BM (eds) : Optical Methods in Cell Physiol. pp71-99, 1986
85. 1 2  Orbach HS, Cohen LB, Grinvald A : Optical mapping of electrical activity in rat somatosensory and visual cortex. J Neurosci 5 : 1886-1895, 1985
86. 1 2  London JA, Zecević D, Cohen LB : Simultaneous optical recording of activity from many neurons during feeding in Navanax. J Neurosci 7 : 649-661, 1987
87. ↑  Boyle MB, Cohen LB, Macagno ER : The number and size of neurons in the CNS of gastropod molluscs and their suitability for optical recording of activity, Brain Res 266 : 305-317, 1983
88. ↑  Zecević D, Wu JY, Cohen LB, et al : Hundreds of neurons in the Aplysia abdominal ganglion are active during the gill-withdrawal reflex. J Neurosci 9 : 3681-3689, 1989
89. ↑  Kupferman I, Frostig RD, Castellucci V, et al : Central and peripheral control of gill movement in Aplysia. Science 174 : 1252-1256, 1988
90. ↑  Cohen LB Hopp H-P, Wu J-Y, et al : Optical measurement of action potential activity in invertebrate ganglia. Annu Rev Physiol 51 : 527-541, 1989
91. 1 2  Salzberg BM, Obaid AL, Gainer H : Large and rapid changes in light scattering accompany secretion by nerve terminals in the mammalian neurohypophysis. J Gen Physiol 86 : 395-411, 1985
92. ↑  Obaid AL, Flores R, Salzberg BM : Calcium channels that are required for secretion from intact nerve terminals of vertebrates are sensitive to  -conotoxin and relatively insensitive to dihydropyridines : Optical studies with and without voltage-sensitive dyes. J Gen Physiol 93 : 715-729, 1989
93. ↑  Salzberg BM, Obaid AL : Optical studies of the secretory event at vertebrate nerve terminals. J Exp Biol 139 : 195-231, 1988
94. ↑  Grinvald A, Anglister L, Freeman JA, et al : Real-time opticaol imaging of naturally evoked electrical activity in intact frog brain. Nature 308 : 848-850, 1984
95. ↑  Grinvald A : Real-time optical mapping of neuronal activity : From single growth cones to the intact mammalian brain. Ann Rev Neurosci 8 : 263-305, 1985
96. ↑  Grinvald A, Frostig RD, Lieke E, et al : Optical imaging of neuronal activity. Physiol Rev 68 : 1285-1366, 1988
97. ↑  Kauer JS, Senseman DM, Cohen LB : Odor-elicited activity monitored simultaneously from 124 regions of the salamander olfactory bulb using a voltage-sensitive dye. Brain Res 418 : 255-261, 1987
98. ↑  Orbach HS, Cohen LB : Optical monitoring of activity from many areas of the in vitro and in vivo salamander olfactory bulb : A new method for studing functional organization in the vertebrate central nervous system. J Neurosci 3 : 2251-2262, 1983
99. ↑  Konnerth A, Obaid AL, Salzberg BM : Optical recording of electrical activity from parallel fibres and other cell types in skate cerebellar slices in vitro. J Physiol 393 : 681-702, 1987
100. ↑  Manis PB, Freeman JA : Fluorescence recordings of electrical activity in goldfish optic tectum in vitro. J Neurosci 8 : 383-394, 1988
101. ↑  Shrager P, Rubinstein CT : Optical measurement of conduction in single demyelinated axons. J Gen Physiol 95 : 867-890, 1990
102. ↑  Grinvald A, Ross WN, Farber I. (1981) Simultaneous Optical Measurements of Electrical-Activity From Multiple Sites on Processes of Cultured Neurons. PNAS 78, 3245-3249.
103. ↑  Grinvald A, Farber I : Optical recording of calcium action potentials from growth cones of cultured neurons with a laser microbeam. Science 212 : 1164-1167, 1981b
104. ↑  Ross WN, Arechiga H, Nicholls JG : Optical recording of calcium and voltage transients following impulses in cell bodies and processes of identified Leech neurons in culture. J Neurosci 7 : 3877-3887, 1987
105. ↑  Ross WN : Changes in intracellular calcium during neuron activity. Annu Rev Physiol 51 : 491-506, 1989
106. ↑  Kamino K, Katoh Y, Komuro H, et al : Multiple-site optical monitoring of neural activity evoked by vagus nerve stimulation in the embryonic chick brain stem. J Physiol (London) 409 : 263-283 1989
107. ↑  Kamino K : Optical studies of early developing cardiac and neural activities using voltage-sensitive dyes. Jpn J Physiol 40 : 443-461, 1990
108. ↑  Kamino K : Optical approaches to ontogeny of electrical activity and related functional organization during early heart development Physiol Rev 71 : 53-91, 1991
109. ↑  神野耕太郎、廣田秋彦、藤井志郎、他 : 活動電位の光学的測定による初期胚における心機能発生へのアプローチ。日本生理誌45 : 231-244, 1983
110. ↑  神野耕太郎 : 心機能の初期発生―活動電位の光学的測定によるアプローチ。科学55 : 290-299, 1985
111. ↑  神野耕太郎 : 心機能の発生。野々村貞昭、小幡邦彦編 : 新生理学大系　発生の生理学。pp245-256, 医学書院、1991
112. ↑  Blasdel GG, Salama G : Voltage-sensitive dyes reveal a modular organization in monkey striate cortex. Nature 321 : 579-585, 1986
113. ↑  Kauer JS : Real-time imaging of evoked activity in local circuits on the salamander olfactory bulb. Nature 331 : 166-168, 1988
114. ↑  Grinvald A, Liek E, Frostig RD, et al : Functional architecture of cortex revealed by optical imaging of intrinsic signals. Nature 324 : 361-364, 1986
115. ↑  Frostig RD, Lieke E, Ts’o DY, et al : Cortical functional architecture and local coupling between neuronal activity and the microcirculation by in vivo high resolution optical imaging of intrinsic signals. Proc Natl Acad Sci　USA 87 : 6082-6086,1990
116. 1 2  Ts’o DY, Frostig RD Lieke E, et al : Functional organization of primate visual cortex  revealed by high resolution optical imaging. Science 249 : 417-420, 1990